# Luperus aetolicus
Luperus aetolicus is een keversoort uit de familie bladkevers (Chrysomelidae). De wetenschappelijke naam van de soort werd in 1861 gepubliceerd door Ernst August Hellmuth von Kiesenwetter.